# 马蒂亚斯·海德曼
马蒂亚斯·海德曼（德語：Matthias Heidemann，1912年2月7日—1970年11月30日），德国男子足球运动员，场上位置是前锋，1933年加入国家队。他曾代表德国国家队参加1934年国际足联世界杯，结果获得季军。